# Віктор Галович
Віктор Галович (нар. 19 вересня 1990) — колишній хорватський тенісист.
Найвищу одиночну позицію світового рейтингу — 173 місце досяг 14 травня 2018, парну — 490 місце — 19 березня 2018 року.
Завершив кар'єру 2021 року.

## Часовий графік результатів
| W | Ф | ПФ | ЧФ | #Р | КТ | К# | DNQ | A | NH |

### Одиночний розряд
| Турніри Великого шлему                 |     |     |     |     |     |       |     |   |
| Відкритий чемпіонат Австралії з тенісу |     | К2р | К1р | К2р |     | 0 / 0 | 0–0 | – |
| Відкритий чемпіонат Франції з тенісу   |     | К2р | К1р |     |     | 0 / 0 | 0–0 | – |
| Вімблдонський турнір                   |     | К2р | К3р | NH  |     | 0 / 0 | 0–0 | – |
| Відкритий чемпіонат США з тенісу       | К1р | К1р | К2р |     |     | 0 / 0 | 0–0 | – |
| В-П                                    | 0–0 | 0–0 | 0–0 | 0–0 | 0–0 | 0 / 0 | 0–0 | – |

## Фінали ATP Челленджер і ITF Ф'ючерс

### Одиночний розряд: 11 (4–7)
| Легенда              |
| -------------------- |
| ATP Челленджер (1–1) |
| ITF Ф'ючерс (3–6)    |

| Фінали за покриттям |
| ------------------- |
| Тверде (1–2)        |
| Ґрунт (2–5)         |
| Трава (0–0)         |
| Килим (1–0)         |

| Результат | В-П | Дата     | Турнір                | Рівень     | Покриття | Суперник            | Рахунок            |
| --------- | --- | -------- | --------------------- | ---------- | -------- | ------------------- | ------------------ |
| Поразка   | 0-1 | Бер 2012 | Україна F3, Черкаси   | Ф'ючерс    | Тверде   | Олександр Недовєсов | 2-6, 3-6           |
| Перемога  | 1-1 | Лип 2012 | Італія F18, Модена    | Ф'ючерс    | Ґрунт    | Енріко Фйораванте   | 4–6, 6–4, 7–6(7–4) |
| Перемога  | 2-1 | Лис 2012 | Греція F5, Іракліон   | Ф'ючерс    | Килим    | Робін Керн          | 2–6, 7–6(7–4), 7-5 |
| Перемога  | 3-1 | Кві 2014 | Італія F8, Пула       | Ф'ючерс    | Ґрунт    | Альберто Бріцці     | 7–6(7–5), 4–6, 6-3 |
| Поразка   | 3-2 | Кві 2015 | Італія F6, Пула       | Ф'ючерс    | Ґрунт    | Віктор Джюрасович   | 3-6, 2-6           |
| Поразка   | 3-3 | Чер 2015 | Італія F14, Неаполь   | Ф'ючерс    | Ґрунт    | Даніеле Джорджині   | 2-6, 3-6           |
| Поразка   | 3-4 | Бер 2017 | Італія F3, Базільйо   | Ф'ючерс    | Тверде   | Алессандро Бега     | 6–3, 3–6, 4–6      |
| Поразка   | 3-5 | Тра 2017 | Італія F14, Фраскаті  | Ф'ючерс    | Ґрунт    | Ґонсало Ескобар     | 1-6, 2-6           |
| Поразка   | 3-6 | Чер 2017 | Італія F17, Бергамо   | Ф'ючерс    | Ґрунт    | Андреа Колларіні    | 2-6, 4-6           |
| Перемога  | 4-6 | Лип 2017 | Реканаті, Італія      | Челленджер | Тверде   | Мірза Башич         | 7–6(7–3), 6-4      |
| Поразка   | 4-7 | Лип 2017 | Брауншвейг, Німеччина | Челленджер | Ґрунт    | Нікола Кун          | 6–2, 5–7, 2–4 ret. |

### Парний розряд: 8 (4–4)
| Легенда              |
| -------------------- |
| ATP Челленджер (0–0) |
| ITF Ф'ючерс (4–4)    |

| Фінали за покриттям |
| ------------------- |
| Тверде (1–0)        |
| Ґрунт (3–3)         |
| Трава (0–0)         |
| Килим (0–1)         |

| Результат | В-П | Дата     | Турнір                 | Рівень  | Покриття | Партнер           | Суперники                               | Рахунок                |
| --------- | --- | -------- | ---------------------- | ------- | -------- | ----------------- | --------------------------------------- | ---------------------- |
| Перемога  | 1-0 | Жов 2011 | Туреччина F29, Анталія | Ф'ючерс | Тверде   | Андрей Млендя     | Массімо Капоне Алессандро Колелла       | 7–6(7–1), 6-4          |
| Перемога  | 2-0 | Кві 2012 | Італія F6, Віченца     | Ф'ючерс | Ґрунт    | Федеріко Торрезі  | Марко Сперонелло Андреа Фава            | 3–6, 6–3, [10–8]       |
| Поразка   | 2-1 | Тра 2012 | Італія F7, Санремо     | Ф'ючерс | Ґрунт    | Маттео Донаті     | Клаудіо Грассі Андіс Юшка               | 5–7, 7–6(7–2), [12–14] |
| Поразка   | 2-2 | Вер 2013 | Італія F27, Пула       | Ф'ючерс | Ґрунт    | Маттео Рігамонті  | П'єтро Рондоні Ріккардо Сінікропі       | 5-7, 5-7               |
| Поразка   | 2-3 | Бер 2015 | Італія F2, Тренто      | Ф'ючерс | Килим    | Сем Беррі         | Сандер Арендс Нілс Лотсма               | 6–7(2–7), 4–6          |
| Поразка   | 2-4 | Кві 2015 | Італія F6, Пула        | Ф'ючерс | Ґрунт    | Антоніо Массара   | Марко Бартолотті Давіде Делла Томмасіна | 4-6, 4-6               |
| Перемога  | 3-4 | Бер 2017 | Італія F5, Пула        | Ф'ючерс | Ґрунт    | Андреа Бассо      | Хуан Пабло Пас Драгос Діма              | 6-4, 6-4               |
| Перемога  | 4-4 | Кві 2017 | Італія F9, Пула        | Ф'ючерс | Ґрунт    | Лоренцо Фріджеріо | Матеуш Ковальчик Ґжеґож Панфіл          | 6–3, 3–6, [10–7]       |